# Campionati mondiali di canoa/kayak 2013
I Campionati mondiali di canoa/kayak 2013 sono stati la 40ª edizione della manifestazione. Si sono svolti a Duisburg, in Germania, dal 29 agosto al 1º settembre 2013.

La città ha ospitato il mondiale per la quinta volta, dopo le edizioni 1979, 1987, 1995 e 2007.

In un primo tempo, questa edizione si sarebbe dovuta svolgere a Seghedino, in Ungheria, ma a seguito del ritiro, nel 2010, di Vichy, alla città ungherese è stata assegnata l'edizione del 2011. A Seghedino è subentrata Rio de Janeiro, che però si è a sua volta ritirata nel 2012. Di conseguenza, l'organizzazione è stata infine assegnata a Duisburg.

## Medagliere
| Pos.   | Paese         | Oro | Argento | Bronzo | Totale |
| ------ | ------------- | --- | ------- | ------ | ------ |
| 1      | Germania      | 8   | 6       | 2      | 16     |
| 2      | Ungheria      | 7   | 5       | 5      | 17     |
| 3      | Russia        | 4   | 4       | 1      | 9      |
| 4      | Canada        | 2   | 1       | 2      | 5      |
| 5      | Nuova Zelanda | 2   | 0       | 1      | 3      |
| 6      | Polonia       | 1   | 3       | 2      | 6      |
| 7      | Australia     | 1   | 1       | 1      | 3      |
| 8      | Brasile       | 1   | 0       | 1      | 2      |
| 9      | Azerbaigian   | 1   | 0       | 0      | 1      |
| 9      | Portogallo    | 1   | 0       | 0      | 1      |
| 9      | Svezia        | 1   | 0       | 0      | 1      |
| 12     | Bielorussia   | 0   | 3       | 2      | 5      |
| 13     | Rep. Ceca     | 0   | 1       | 2      | 3      |
| 14     | Gran Bretagna | 0   | 1       | 1      | 2      |
| 15     | Argentina     | 0   | 1       | 0      | 1      |
| 15     | Bulgaria      | 0   | 1       | 0      | 1      |
| 15     | Danimarca     | 0   | 1       | 0      | 1      |
| 15     | Uzbekistan    | 0   | 1       | 0      | 1      |
| 19     | Francia       | 0   | 0       | 2      | 2      |
| 19     | Spagna        | 0   | 0       | 2      | 2      |
| 21     | Cile          | 0   | 0       | 1      | 1      |
| 21     | Finlandia     | 0   | 0       | 1      | 1      |
| 21     | Romania       | 0   | 0       | 1      | 1      |
| 21     | Serbia        | 0   | 0       | 1      | 1      |
| 21     | Slovenia      | 0   | 0       | 1      | 1      |
| Totale | Totale        | 29  | 29      | 29     | 87     |

## Podi

### Uomini
| Evento       | Oro                                                                      | Perform.  | Argento                                                                              | Perform.  | Bronzo                                                                      | Perform.  |
| Canoa        |                                                                          |           |                                                                                      |           |                                                                             |           |
| C1 - 200 m   | Valentin Dem'janenko                                                     | 38"462    | Ivan Štyl'                                                                           | 38"717    | Alfonso Benavides                                                           | 38"717    |
| C1 - 500 m   | Isaquias Queiroz                                                         | 1'50"940  | Vadim Men'kov                                                                        | 1'51"939  | Erik Leue                                                                   | 1'53"032  |
| C1 - 1000 m  | Attila Vajda                                                             | 4'09"123  | Sebastian Brendel                                                                    | 4'10"365  | Isaquias Queiroz                                                            | 4'14"154  |
| C1 - 5000 m  | Sebastian Brendel                                                        | 22'17"874 | Attila Vajda                                                                         | 22'24"149 | Mark Oldershaw                                                              | 22'44"535 |
| C1 - 4X200 m | Russia Andrej Krajtor Viktor Melant'ev Andrej Ganin Ivan Štyl'           | 2'48"255  | Germania Robert Nuck Stefan Holtz Stefan Kiraj Sebastian Brendel                     | 2'50"205  | Canada Jason McCoombs Mark Oldershaw Gabriel Beauchesne-Sévigny Ben Russell | 2'51"579  |
| C2 - 200 m   | Germania Robert Nuck Stefan Holtz                                        | 36"331    | Russia Aleksandr Kovalenko Nikolaj Lipkin                                            | 36"551    | Bielorussia Dzmitryj Rabčanka Aljaksandr Vaučeckij                          | 36"654    |
| C2 - 500 m   | Russia Viktor Melant'ev Ivan Štyl'                                       | 1'43"285  | Ungheria Henrik Vasbányai Róbert Mike                                                | 1'44"575  | Rep. Ceca Jaroslav Radoň Filip Dvořák                                       | 1'45"082  |
| C2 - 1000 m  | Ungheria Henrik Vasbányai Róbert Mike                                    | 3'52"602  | Russia Viktor Melant'ev Il'ja Pervuchin                                              | 3'53"934  | Rep. Ceca Jaroslav Radoň Filip Dvořák                                       | 3'54"788  |
| C4 - 1000 m  | Germania Kurt Kuschela Erik Leue Erik Rebstock Peter Kretschmer          | 3'28"502  | Bielorussia Dzmitryj Rabčanka Dzmitryj Vajciškin Dzjanis Haraža Aljaksandr Vaučeckij | 3'29"297  | Ungheria Dávid Korisánszky Péter Korisánszky András Vass Dávid Varga        | 3'30"568  |
| Kayak        |                                                                          |           |                                                                                      |           |                                                                             |           |
| K1 - 200 m   | Petter Öström                                                            | 34"644    | Mark de Jonge                                                                        | 34"674    | Saúl Craviotto                                                              | 34"896    |
| K1 - 500 m   | Tom Liebscher                                                            | 1'40"514  | René Holten Poulsen                                                                  | 1'41"628  | Arnaud Hybois                                                               | 1'41"802  |
| K1 - 1000 m  | Max Hoff                                                                 | 3'44"210  | Ken Wallace                                                                          | 3'44"652  | Bence Dombvári                                                              | 3'44"680  |
| K1 - 5000 m  | Ken Wallace                                                              | 19'44"059 | Daniel Dal Bo                                                                        | 19'46"138 | Edward Rutherford                                                           | 19'47"275 |
| K1 - 4X200 m | Polonia Piotr Siemionowski Denis Ambroziak Sebastian Szypuła Dawid Putto | 2'27"605  | Russia Jurij Postrigaj Maksim Moločkov Oleg Charitonov Aleksandr D'jačenko           | 2'27"967  | Ungheria Miklós Dudás Sándor Tótka Péter Molnár Dávid Hérics                | 2'28"092  |
| K2 - 200 m   | Russia Jurij Postrigaj Aleksandr D'jačenko                               | 31"182    | Gran Bretagna Liam Heath Jonathan Schofield                                          | 31"755    | Germania Ronald Rauhe Jonas Ems                                             | 31"901    |
| K2 - 500 m   | Portogallo Emanuel Silva João Ribeiro                                    | 1'32"622  | Bielorussia Raman Petrušėnka Vadzim Machneŭ                                          | 1'32"711  | Francia Sébastien Jouve Maxime Beaumont                                     | 1'33"023  |
| K2 - 1000 m  | Germania Max Rendschmidt Marcus Groß                                     | 3'22"331  | Bielorussia Pavel Mjadzvedzeŭ Aleh Jurėnja                                           | 3'23"002  | Ungheria Rudolf Dombi Roland Kökény                                         | 3'23"021  |
| K4 - 1000 m  | Russia Vitalij Jurčenko Vasilij Pogreban Anton Vasil'ev Oleg Žestkov     | 2'58"692  | Rep. Ceca Daniel Havel Lukáš Trefil Josef Dostál Jan Štěrba                          | 2'59"375  | Australia Tate Smith David Smith Murray Stewart Jacob Clear                 | 2'59"942  |

### Donne
| Evento       | Oro                                                                         | Perform.  | Argento                                                                           | Perform.  | Bronzo                                                                          | Perform.  |
| Canoa        |                                                                             |           |                                                                                   |           |                                                                                 |           |
| C1 - 200 m   | Laurence Vincent-Lapointe                                                   | 51"330"   | Stanilija Stamenova                                                               | 52"028    | Zsanett Lakatos                                                                 | 52"527    |
| C2 - 500 m   | Canada Laurence Vincent-Lapointe Sara-Jane Caumartin                        | 2'03"004  | Ungheria Zsanett Lakatos Kincső Takács                                            | 2'04"842  | Cile Nancy Millán María Mailliard                                               | 2'07"876  |
| Kayak        |                                                                             |           |                                                                                   |           |                                                                                 |           |
| K1 - 200 m   | Lisa Carrington                                                             | 39"522    | Marta Walczykiewicz                                                               | 39"712    | Špela Ponomarenko Janić                                                         | 39"951    |
| K1 - 500 m   | Danuta Kozák                                                                | 1'57"395  | Katrin Wagner                                                                     | 1'58"300  | Lisa Carrington                                                                 | 1'58"619  |
| K1 - 1000 m  | Erika Medveczky                                                             | 4'11"345  | Verena Hantl                                                                      | 4'14"126  | Edyta Dzieniszewska                                                             | 4'14"677  |
| K1 - 5000 m  | Teneale Hatton                                                              | 22'08"367 | Renáta Csay                                                                       | 22'31"301 | Anne Rikala                                                                     | 22'32"654 |
| K1 - 4X200 m | Ungheria Natasa Dusev-Janics Ninetta Vad Krisztina Fazekas-Zur Danuta Kozák | 2'49"415  | Polonia Karolina Naja Edyta Dzieniszewska Ewelina Wojnarowska Marta Walczykiewicz | 2'49"609  | Russia Natal'ja Podol'skaja Elena Poljakova Natal'ja Lobova Natal'ja Proskurina | 2'51"679  |
| K2 - 200 m   | Germania Franziska Weber Tina Dietze                                        | 37"525    | Polonia Karolina Naja Beata Mikołajczyk                                           | 38"181    | Serbia Nikolina Moldovan Olivera Moldovan                                       | 38"223    |
| K2 - 500 m   | Germania Franziska Weber Tina Dietze                                        | 1'47"070  | Ungheria Katalin Kovács Natasa Dusev-Janics                                       | 1'48"006  | Polonia Karolina Naja Beata Mikołajczyk                                         | 1'48"537  |
| K2 - 1000 m  | Ungheria Gabriella Szabó Krisztina Fazekas-Zur                              | 3'53"740  | Germania Caroline Leonhardt Conny Waßmuth                                         | 3'56"344  | Romania Irina Lauric Bianca Plesca                                              | 3'58"996  |
| K4 - 500 m   | Ungheria Gabriella Szabó Danuta Kozák Krisztina Fazekas-Zur Ninetta Vad     | 1'32"272  | Germania Franziska Weber Tina Dietze Katrin Wagner Verena Hantl                   | 1'33"510  | Bielorussia Marharyta Ciškevič Nadzeja Papok Vol'ha Chudzenka Maryna Litvinčuk  | 1'33"642  |